# Gorla (Mailand)
Gorla ist ein Stadtteil der norditalienischen Großstadt Mailand. Er befindet sich im Norden der Stadt und gehört zum 2. Stadtbezirk.

## Geschichte
Die Ursprünge des Dorfes sind bis heute wenig bekannt. Erstmals wurde das damals zum Pfarrbezirk Bruzzano gehörende Gorla im Jahre 1346 erwähnt.
Das Dorf lag am Schifffahrtskanal Martesana und wurde erst 1825 mit dem Bau der neuen Straße von Mailand nach Monza (der heutige Viale Monza) ans Fernstraßennetz angeschlossen.
1808 wurde Gorla per Dekret Napoleons mit anderen Vororten in die Stadt Mailand eingegliedert. Mit der Wiederherstellung der österreichischen Herrschaft wurde die Gemeinde Gorla 1816 erneut selbstständig.
Zur Zeit der Gründung des Königreichs Italien (1861) zählte die Gemeinde 391 Einwohner. 1864 wurde sie in Gorla Primo umbenannt.
In den ersten Jahren des 20. Jahrhunderts verfolgte die Großstadt Mailand eine mögliche Eingemeindung der immer schneller wachsenden Vorortgemeinden, die sich jedoch diesem Plan widersetzten. Dennoch konnte Mailand im Jahr 1918 nach einem Notdekret die in eine jahrelange politische Krise gefallene Gemeinde Turro eingliedern. Dies führte bei den Nachbargemeinden Gorla Primo und Precotto zum Beschluss einer Fusion, um die Unabhängigkeit von der Großstadt zu bewähren. Aus dieser Fusion entstand 1920 die neue Doppelgemeinde Gorlaprecotto, die jedoch nur drei Jahre existierte. 1923 fasste die neugewählte faschistische Regierung gegen alle Widerstände Gorlaprecotto mit zehn weiteren Gemeinden zum sogenannten Grande Milano („Groß-Mailand“) zusammen.
Am 20. Oktober 1944 wurde die Grundschule von Gorla infolge eines Orientierungsfehlers von einer Fliegerbombe zerstört. Dabei wurden 184 Kinder und 14 Erwachsene getötet.

## Bilder

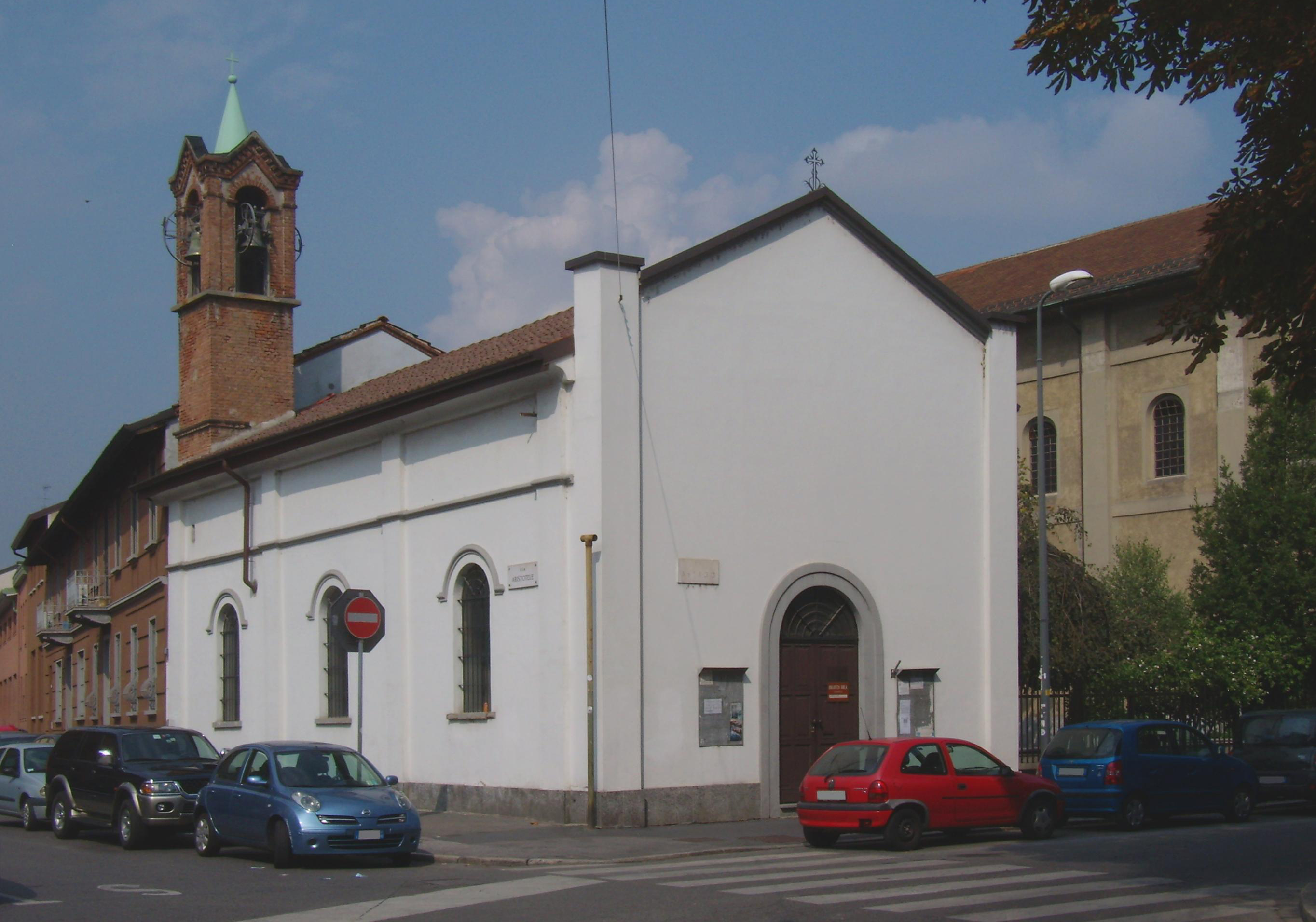
Die alte Dorfkirche, heute profaniert und als Stadtteilbücherei benutzt
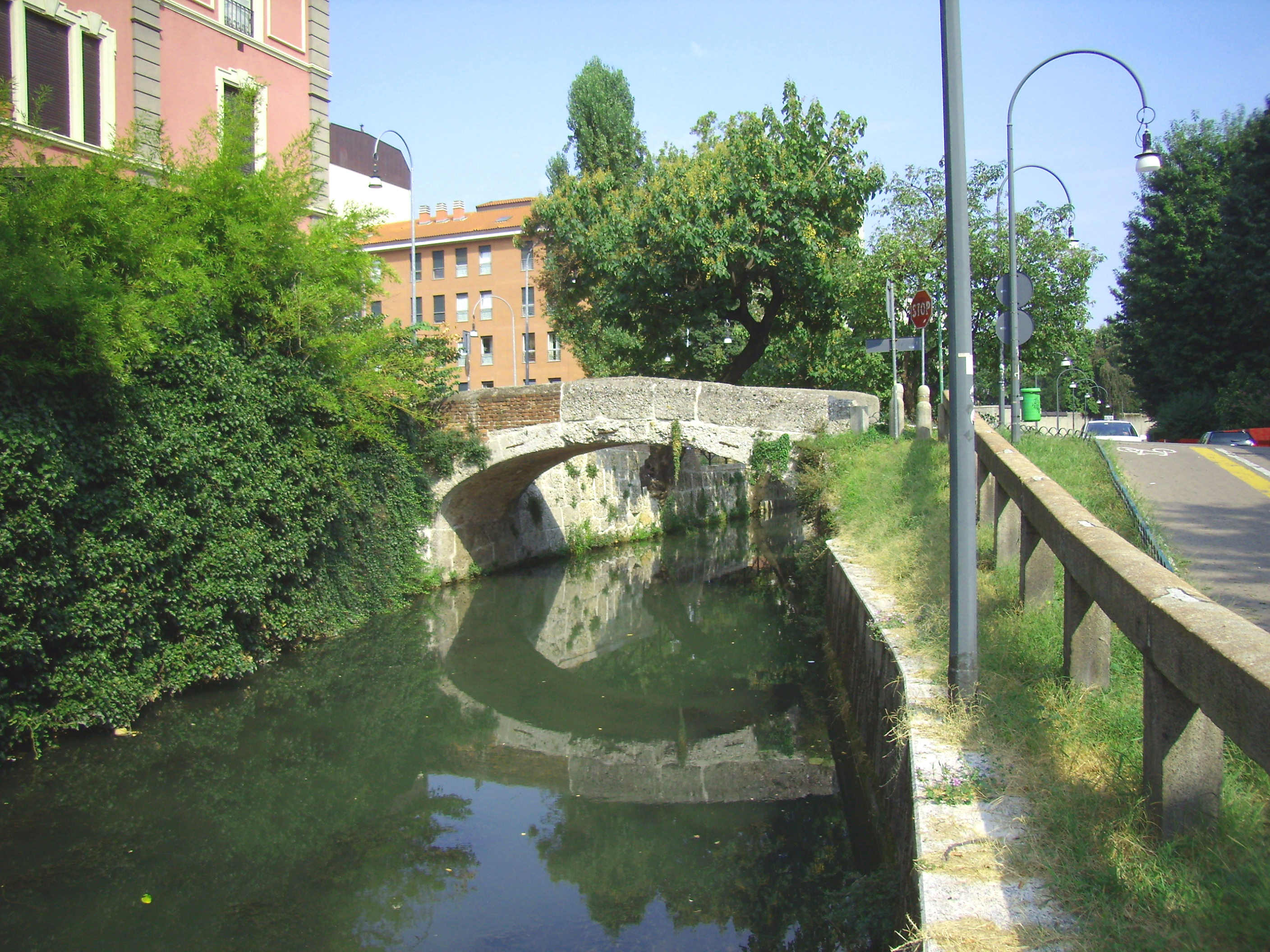
Die alte Brücke über die Martesana
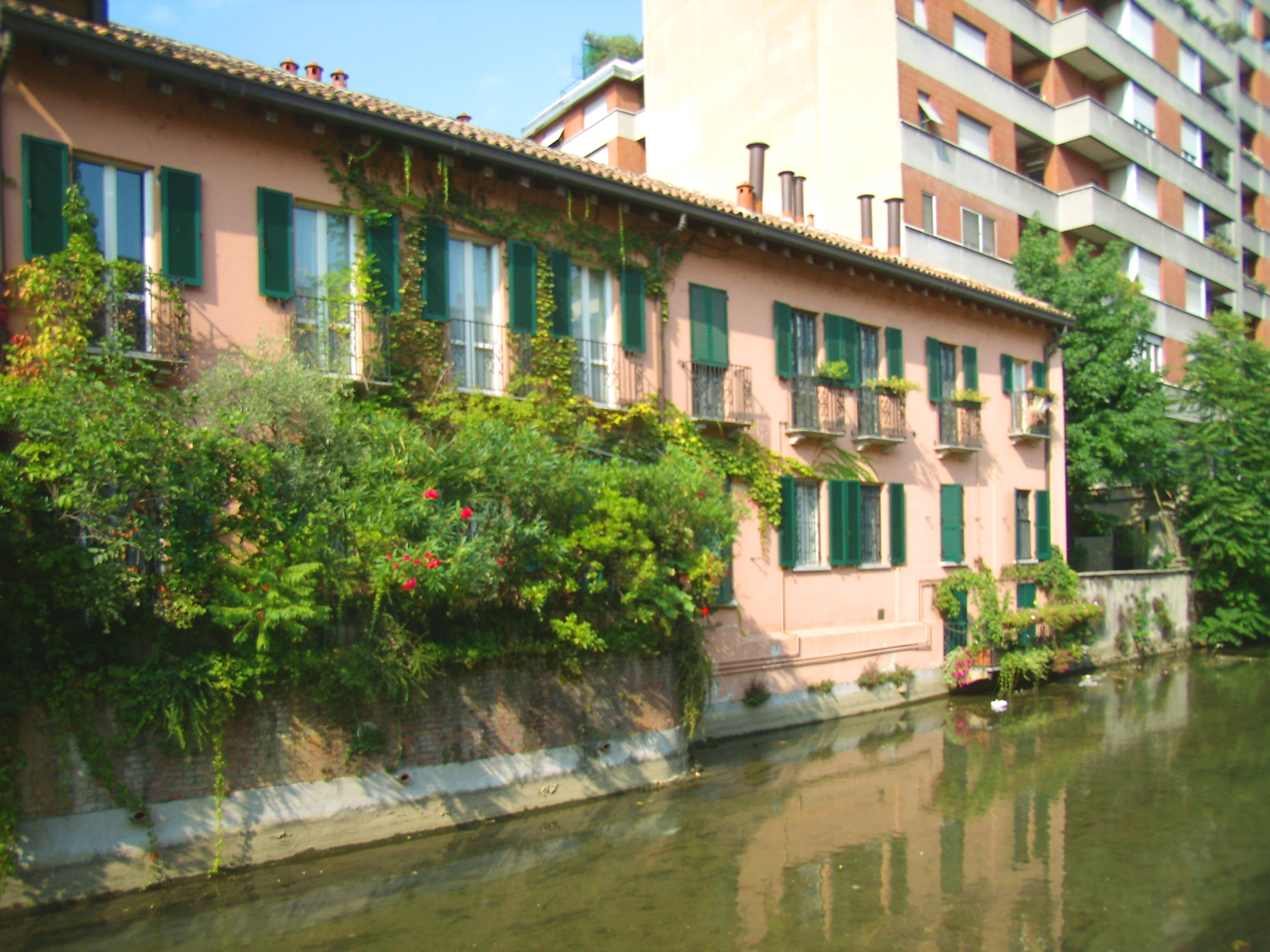
Alte und neue Häuser an der Martesana
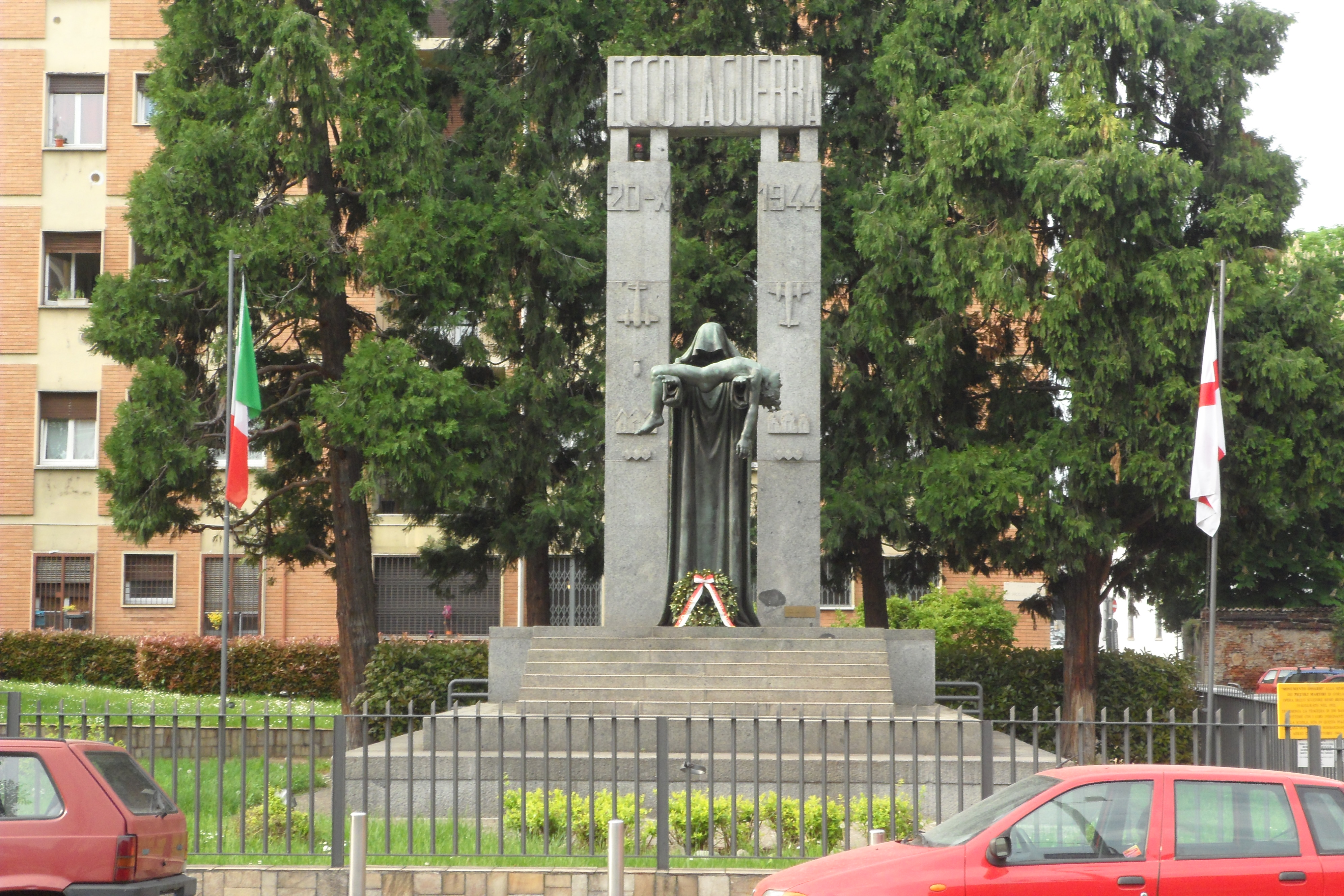
Das Denkmal für die am 20. Oktober 1944 verstorbenen Kinder